# بارينغتون (إلينوي)
بارينغتون (بالإنجليزية: Barrington)‏ هي قرية تقع في الولايات المتحدة في مقاطعة كوك، إلينوي. يقدر عدد سكانها بـ 10,327 نسمة .

## التركيبة السكانية
حدّد مكتب تعداد الولايات المتحدة بيانات التركيبة السكانية لبارينغتون في تعداد الولايات المتحدة. في ما يلي، التركيبة السكانية حسب تعدادي 2000 و2010.

### تعداد عام 2000
بلغ عدد سكان بارينغتون 10,168 نسمة بحسب تعداد عام 2000، وبلغ عدد الأسر 3,767 أسرة وعدد العائلات 2,797 عائلة مقيمة في القرية. في حين سجلت الكثافة السكانية 818.7 نسمة لكل كيلومتر مربع (2,120.4/ميل2). وبلغ عدد الوحدات السكنية 3,903 وحدة بمتوسط كثافة قدره 314.3 لكل كيلومتر مربع (814.0/ميل2).
وتوزع التركيب العرقي للقرية بنسبة 96.16% من البيض و0.62% من الأمريكيين الأفارقة و0.13% من الأمريكيين الأصليين و2% من الأمريكيين ذوي الأصول الآسيوية و0.01% من سكان جزر المحيط الهادئ و0.31% من الأعراق الأخرى و0.77% من عرقين مختلطين أو أكثر و2.33% من الهسبانيون أو اللاتينيون من أي عرق.
بلغ عدد الأسر 3,767 أسرة كانت نسبة 40.5% منها لديها أطفال تحت سن الثامنة عشر تعيش معهم، وبلغت نسبة الأزواج القاطنين مع بعضهم البعض 64% من أصل المجموع الكلي للأسر، ونسبة 8% من الأسر كان لديها معيلات من الإناث دون وجود شريك،  بينما كانت نسبة 2.2% من الأسر لديها معيلون من الذكور دون وجود شريكة وكانت نسبة 25.7% من غير العائلات. تألفت نسبة 22.2% من أصل جميع الأسر من عدة أفراد يعيشون في نفس المنزل ونسبة 9.8% كانت تتألف من شخص يعيش بمفرده يبلغ من العمر 65 عاماً أو أكثر. وبلغ متوسط حجم الأسرة المعيشية 2.70، أما متوسط حجم العائلات فبلغ 3.20.
بلغ العمر الوسطي للسكان 38.6 عاماً. وكانت نسبة 29.9% من القاطنين تحت سن الثامنة عشر، وكانت نسبة 4.3% بين الثامنة عشر والرابعة والعشرين عاماً، ونسبة 28% كانت واقعةً في الفئة العمرية ما بين الخامسة والعشرين والرابعة والأربعين عاماً، ونسبة 25% كانت ما بين الخامسة والأربعين والرابعة والستين، ونسبة 12.6% كانت ضمن فئة الخامسة والستين عاماً فما فوق. يوجد لكل 100 أنثى 90.6 ذكر، ويوجد لكل 100 أنثى في الثامنة عشر من عمرها فما فوق 86.9 ذكر.
بلغ متوسط دخل الأسرة في القرية 129,114 دولارًا، أما متوسط دخل العائلة فبلغ 128,138 دولارًا. وكان متوسط دخل الذكور 100,001 دولارًا مقابل 45,139 دولارًا للإناث. وسجل دخل الفرد الخاص بالقرية 52,353 دولارًا. وكانت نسبة 2.6% من العائلات ونسبة 4.4% من السكان تحت خط الفقر، وكان من هؤلاء نسبة 8.2% تحت سن الثامنة عشر ونسبة 0% في الخامسة والستين من العمر وما فوق.

### تعداد عام 2010
بلغ عدد سكان بارينغتون 10,327 نسمة بحسب تعداد عام 2010، وبلغ عدد الأسر 3,909 أسرة وعدد العائلات 2,724 عائلة مقيمة في القرية. في حين سجلت الكثافة السكانية 831.5 نسمة لكل كيلومتر مربع (2,153.6/ميل2). وبلغ عدد الوحدات السكنية 4,234 وحدة بمتوسط كثافة قدره 340.9 لكل كيلومتر مربع (882.9/ميل2).
وتوزع التركيب العرقي للقرية بنسبة 92.08% من البيض و0.97% من الأمريكيين الأفارقة و0.20% من الأمريكيين الأصليين و3.67% من الأمريكيين ذوي الأصول الآسيوية و1.40% من الأعراق الأخرى و1.68% من عرقين مختلطين أو أكثر و4.53% من الهسبانيون أو اللاتينيون من أي عرق.
بلغ عدد الأسر 3,909 أسرة كانت نسبة 38.4% منها لديها أطفال تحت سن الثامنة عشر تعيش معهم، وبلغت نسبة الأزواج القاطنين مع بعضهم البعض 59.3% من أصل المجموع الكلي للأسر، ونسبة 7.6% من الأسر كان لديها معيلات من الإناث دون وجود شريك،  بينما كانت نسبة 2.8% من الأسر لديها معيلون من الذكور دون وجود شريكة وكانت نسبة 30.3% من غير العائلات. تألفت نسبة 26.8% من أصل جميع الأسر من عدة أفراد يعيشون في نفس المنزل ونسبة 14.9% كانت تتألف من شخص يعيش بمفرده يبلغ من العمر 65 عاماً أو أكثر. وبلغ متوسط حجم الأسرة المعيشية 2.60، أما متوسط حجم العائلات فبلغ 3.22.
بلغ العمر الوسطي للسكان 42.9 عاماً. وكانت نسبة 28.5% من القاطنين تحت سن الثامنة عشر، وكانت نسبة 4.8% بين الثامنة عشر والرابعة والعشرين عاماً، ونسبة 20% كانت واقعةً في الفئة العمرية ما بين الخامسة والعشرين والرابعة والأربعين عاماً، ونسبة 30.2% كانت ما بين الخامسة والأربعين والرابعة والستين، ونسبة 16.4% كانت ضمن فئة الخامسة والستين عاماً فما فوق. وتوزع التركيب الجنسي للسكان بنسبة 47.1% ذكور و52.9% إناث.

## أعلام
- سكوت لانغلي
- ليه بارتولوميو
- أندرو كامبل
- فرنسيس إس. لورينز
- ويلسون مكوي
- ويليام بيكيت
- براين ديتزين
- سام كامبل
- فرانكي ماسترز
- سكوت لورينز